# Matt Leinart
Matthew Stephen „Matt“ Leinart (* 11. Mai 1983 in Santa Ana, Kalifornien) ist ein ehemaliger US-amerikanischer American-Football-Spieler auf der Position des Quarterbacks. Er spielte College Football für die University of Southern California und gewann 2004 die Heisman Trophy. Anschließend spielte er für die Arizona Cardinals, Houston Texans und Oakland Raiders in der National Football League (NFL).

## College
Leinart spielte von 2001 bis 2005 für die University of Southern California (USC) unter Head Coach Pete Carroll in der NCAA College Football. Am 1. Januar 2004 gewann er mit seinen USC Trojans den Rose Bowl gegen die Michigan Wolverines und wurde zum Most Valuable Player (MVP) der Partie gewählt.
Am 4. Januar 2005 konnte Leinart erneut einen Titel mit den Trojans gewinnen. Er triumphierte im BCS National Championship Game, das in jenem Jahr im Orange Bowl Stadium in Miami durchgeführt wurde, gegen die Oklahoma Sooners. Erneut wurde Leinart zum MVP gewählt und erhielt am Ende der Saison zum ersten Mal die Heisman Trophy.
2006 qualifizierten sich die Trojans erneut für das BCS Championship Game, das dieses Mal im Rose Bowl Stadium in Pasadena durchgeführt wurde. Doch Leinart konnte die Trojans nicht noch einmal zum Sieg führen. Gegen die Texas Longhorns verlor Leinart seine zweite von 39 College-Partien.

## NFL
Leinart wurde im NFL Draft 2006 in der ersten Runde an zehnter Stelle von den Arizona Cardinals ausgewählt. In seiner Rookiesaison verdrängte er den damaligen Starting-Quarterback Kurt Warner und wurde selbst Starting-Quarterback für die Cardinals. In der Saison 2007 brach sich Leinart im vierten Saisonspiel das Schlüsselbein und konnte den Rest der Saison nicht mehr eingesetzt werden.
Zu Beginn der Saison 2008 eroberte Kurt Warner den Starting-Job von Leinart zurück und verdrängte ihn wieder auf die Bank. Warner führte die Cardinals sogar bis in den Super Bowl, wo sie allerdings den Pittsburgh Steelers unterlagen.
Auch 2009 sah Leinart das Spielfeld nur von der Bank aus, da Warner erneut hervorragend spielte und die Cardinals abermals in die Play-offs führte, wo sie in der zweiten Runde an den späteren Super-Bowl-Siegern New Orleans Saints scheiterten.
Am 4. September 2010 gaben die Arizona Cardinals bekannt, Leinarts Vertrag einseitig zu beenden. Zwei Tage später unterschrieb er einen Vertrag bei den Houston Texans und wurde dort dritter Quarterback hinter Matt Schaub und Dan Orlovsky.
Am 1. Mai 2012 unterschrieb Leinart einen Vertrag bei den Oakland Raiders und war als Ersatz für seinen ehemaligen College-Football-Teamkollegen Carson Palmer eingeplant. Nachdem dieser sich am 16. Spieltag verletzt hatte, teilten sich Leinart und der dritte Quarterback Terrell Pryor die Einsatzzeiten. Letztendlich setzte sich Pryor aber durch und Leinarts Vertrag wurde nach der Saison aufgelöst.
Im August 2013 wurde Leinart nach den Verletzungen ihrer Quarterbacks E.J. Manuel und Kevin Kolb von den Buffalo Bills unter Vertrag genommen. Leinart und Thad Lewis sollten dabei um den vierten Quarterback-Posten hinter Jeff Tuel konkurrieren. Lewis setzte sich durch und Leinart wurde nach fünf Tagen entlassen.

## Privates
Er ist seit 2018 mit der US-amerikanischen Schauspielerin Josie Loren verheiratet. Sie haben zwei Kinder.